# Floresörn
Floresörn (Nisaetus floris) är en akut utrotningshotad fågel i familjen hökar. Den är endemisk för Små Sundaöarna i Indonesien. Vissa behandlar den som underart till den vida spridda arten orientörn.

## Utseende och läten
Floresörnen är med kroppslängden 60–80 cm i snitt större än den mycket nära släktingen orientörn. Vingbredden skiljer sig också, 43-46,2 cm mot 36,5-42,6 cm. Stora delar av fjäderdräkten är dessutom vit och stjärten har sex, ej fyra till fem, tvärband. En fågel på ön Alor gav ifrån sig en gäll och ljus vissling.

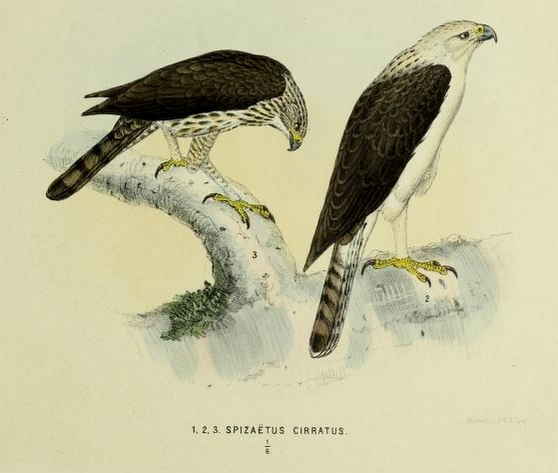

## Utbredning och systematik
Fågeln återfinns enbart på Små Sundaöarna (Sumbawa, Komodo, Flores och Pulau Palue). Tidigare betraktades mindanaoörnen som en underart.  Vissa kategoriserar floresörnen som underart till orientörn (Nisaetus cirrhatus).

### Släktestillhörighet
Örnarna i Nisaetus inkluderades tidigare i Spizaetus, men studier visar att de inte är varandras närmaste släktingar.

## Levnadssätt
Arten förekommer i tropiska låglänta fuktiga skogar upp till 1 700 meters höjd. Nästan inget är känt om dess föda, men antas jaga från sittplats likt sina släktingar. Den har setts fånga ormar på Sumbawa. Även häckningsbeteendet är dåligt känt, men aktiva bon har rapporterats mars–maj och i augusti på Flores.

## Status
Floresörnen har en mycket liten världspopulation uppskattad till endast 320–1500 vuxna individer. Den tros också minska långsamt i antal till följt av skogsavverkningar och förföljelse. Internationella naturvårdsunionen IUCN kategoriserar därför arten som starkt hotad.